# IC 5147
IC 5147 ist eine Balken-Spiralgalaxie vom Hubble-Typ SBc im Sternbild Indianer am Südsternhimmel, welche etwa 245 Millionen Lichtjahre von der Milchstraße entfernt ist. 
Das Objekt wurde am 21. August 1900 von dem Astronomen DeLisle Stewart entdeckt.